# 2008 en catch
Chronologie du catch
- 2007 en catch - 2008 en catch - 2009 en catch

Les faits marquants de l'année 2008 en catch

## Janvier
- 6 janvier : Final Resolution 2008 : La Team 3D (Brother Ray and Brother Devon) accompagné par Johnny Devine conserve leur TNA X Division Championship, Gail Kim bat Awesome Kong et conserve le TNA Women's Knockout Championship.
- 21 janvier : la WWE diffuse désormais ses shows en HD. Le premier épisode en HD de Raw est diffusé.
- 22 janvier : Premier épisode de ECW en HD, Chavo Guerrero devient champion de l'ECW[1].
- 25 janvier : Premier épisode de SmackDown en HD.
- 27 janvier : Royal Rumble (2008) : Le champion Intercontinental Jeff Hardy affronte le champion de la WWE Randy Orton pour le WWE Championship. Orton conserve. Rey Mysterio et Edge s'affrontent pour le World Heavyweight Championship avec une victoire de Edge et John Cena, qui effectue son retour lors du Royal Rumble match, remporte ce même match.

## Février
- 10 février : TNA Against All Odds 2008 : Kurt Angle remporte le TNA World Heavyweight Championship contre Christian Cage, Awesome Kong bat O.D.B et remporte le TNA Women's World Championship puis AJ Styles et Tomko battent BG James et Bob Armstrong et gardent le TNA World Tag Team Championship.
- 17 février : No Way Out (2008): CM Punk affronte Chavo Guerrero pour le ECW Championship mais ne parvient pas à remporter le titre. Edge, le champion du monde poids-lourd affronte pour ce titre le luchador, Rey Mysterio et conserve. Le vainqueur du Royal Rumble (2008), John Cena combat Randy Orton pour le championnat de la WWE et dans la même soirée Big Show effectue son retour lors du match entre Edge et Rey Mysterio.

## Mars
- 9 mars : TNA Destination X 2008 : L'équipe LAX (Homicide et Hernandez) deviennent aspirant numéro 1 au TNA World Tag Team Championship. Jay Lethal conserve son TNA X Division Championship en battant Petey Williams.
- 10 mars : Chris Jericho remporte pour la 8e fois le championnat intercontinental de la WWE[2].

- 29 mars : Ric Flair, Rocky Johnson, Peter Maivia, Mae Young, Eddie Graham, The Briscoe Brothers et Gordon Solie sont intronisés au WWE Hall of Fame.

- 30 mars : WrestleMania XXIV: Kane remporte le ECW Championship, Randy Orton conserve le WWE Championship et The Undertaker remporte le World Heavyweight Championship. Le même soir Ric Flair prend sa retraite à la suite de sa défaite face à Shawn Michaels et le boxeur Floyd Mayweather bat The Big Show.

## Avril
- 13 avril : Lockdown 2008 : Dans le Main-Event, Kurt Angle perd le Championnat du Monde Poids Lourd de la TNA contre Samoa Joe dans un Six Sides of Steel Cage match. Roxxi Laveaux devient aspirante n°1 au Championnat des Knockout de la TNA.
- 27 avril : Backlash (2008) : Matt Hardy remporte le United States Championship en battant MVP. The Undertaker conserve son championnat du monde poids-lourd en battant Edge. Kane conserve son championnat de la ECW en battant Chavo Guerrero et Triple H bat Randy Orton (c), JBL et John Cena et remporte le WWE Championship.

## Mai
- 24 mai : Tom Jenkins (en), Ray Steele, Bobo Brazil, Gene Kiniski, Bob Backlund, Bret Hart, Ernie et Emil Dusek (en), Giant Baba, Betty Niccoli (en) et Toots Mondt intègrent le Professional Wrestling Hall of Fame[3]

## Août
- 4 août : Batista et John Cena deviennent champions du monde par équipe de la WWE[4].
- 11 août : Cody Rhodes et Ted DiBiase remportent le championnat du monde par équipe de la WWE[5]

## Novembre
- 10 novembre : William Regal remporte le championnat intercontinental de la WWE[6]

## Débuts
- Septembre : Shazza McKenzie[7]

## Décès en 2008
- 16 mars : Gary Williams (en) (alias Gary Hart), manager et booker, 66 ans[8].
- 12 mai : Mary Ann Kostecki (en) (alias Penny Banner), 73 ans[9]
- 30 août : Wladek Kowalski (alias Killer Kowalski), 81 ans[10].
- 26 octobre : Conrad Efraim (en) (alias Special Delivery (S.D.) Jones), 64 ans[11].